# Рівняння Чепмена — Колмогорова

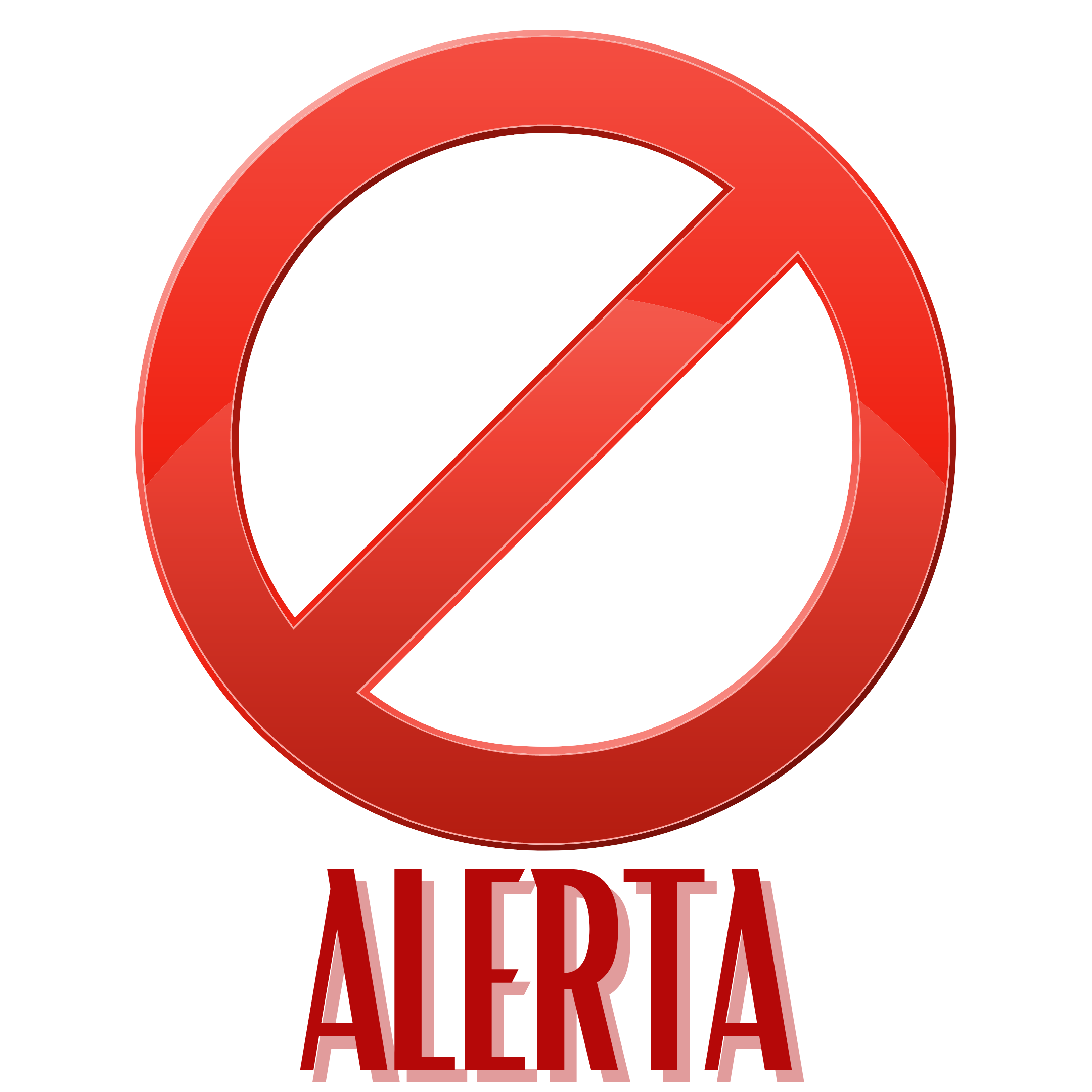
Еволюція функцій густини ймовірності в початковий момент часу (дельта), кінцевий момент часу та в деякий проміжковий момент.

Рівняння Чепмена-Колмогорова — рівняння, що пов'язує умовні ймовірності для марківського процесу в різні моменти часу.
Авторами рівняння є британський математик Сідні Чепмен та радянський математик Андрій Колмогоров.

## Формулювання
Нехай {\displaystyle P(z,t|z_{0},t_{0})} — умовна функція густини ймовірності для марківського процесу {\displaystyle \xi (t)}
(тобто ймовірність знайти випадкову змінну в інтервалі {\displaystyle z\leq \xi \leq z+dz} в момент часу {\displaystyle t} за умови, що {\displaystyle \xi =z_{0}} в момент часу {\displaystyle t_{0}} дорівнює {\displaystyle P(z,t|z_{0},t_{0})dz}). Тоді рівняння Чепмена-Колмогорова
{\displaystyle P(z,t|z_{0},t_{0})=\int P(z,t|z',t')P(z',t'|z_{0},t_{0})dz',~~~~t_{0}<t'<t~.}
пов'яже функції густини ймовірності в початковий момент часу {\displaystyle t_{0}}, кінцевий момент часу {\displaystyle t} та в деякий проміжковий момент {\displaystyle t'}.
Часто зустрічається запис рівняння Чепмена-Колмогорова через інтервали {\displaystyle \tau =t'-t_{0}} та {\displaystyle \sigma =t-t'}. Тоді {\displaystyle P(z,t|z_{0},t_{0})=P(z|z_{0},\sigma +\tau )} і рівняння Чепмена-Колмогорова набуває вигляду
{\displaystyle P(z|z_{0},\sigma +\tau )=\int P(z|z',\sigma )P(z'|z_{0},\tau )dz',~~~~\sigma ,\tau >0~.}

## Застосування
З рівняння Чепмена-Колмогорова отримується рівняння Фоккера-Планка.